# Los Boliches
Los Boliches es un barrio del municipio de Fuengirola, en la provincia de Málaga, España. Comprende una zona asentada en una estrecha franja costera entre los arroyos Real y de Pajares y la antigua carretera de circunvalación de la N-340. Los Boliches es por excelencia el lugar de retiro estival de los cordobeses que pasan sus vacaciones en la Costa del Sol, por lo que en ocasiones recibe el apodo de la Pequeña Córdoba o la playa de Córdoba [cita requerida] . Es uno de los lugares más conocidos y emblemáticos de Fuengirola, de Málaga y de toda la Costa del Sol.  
El actual barrio era históricamente un antiguo pueblo de pescadores que formaba un núcleo poblacional separado de Fuengirola, pero que debido al crecimiento urbanístico de la zona en la actualidad está totalmente integrado en la ciudad de Fuengirola.

## Historia

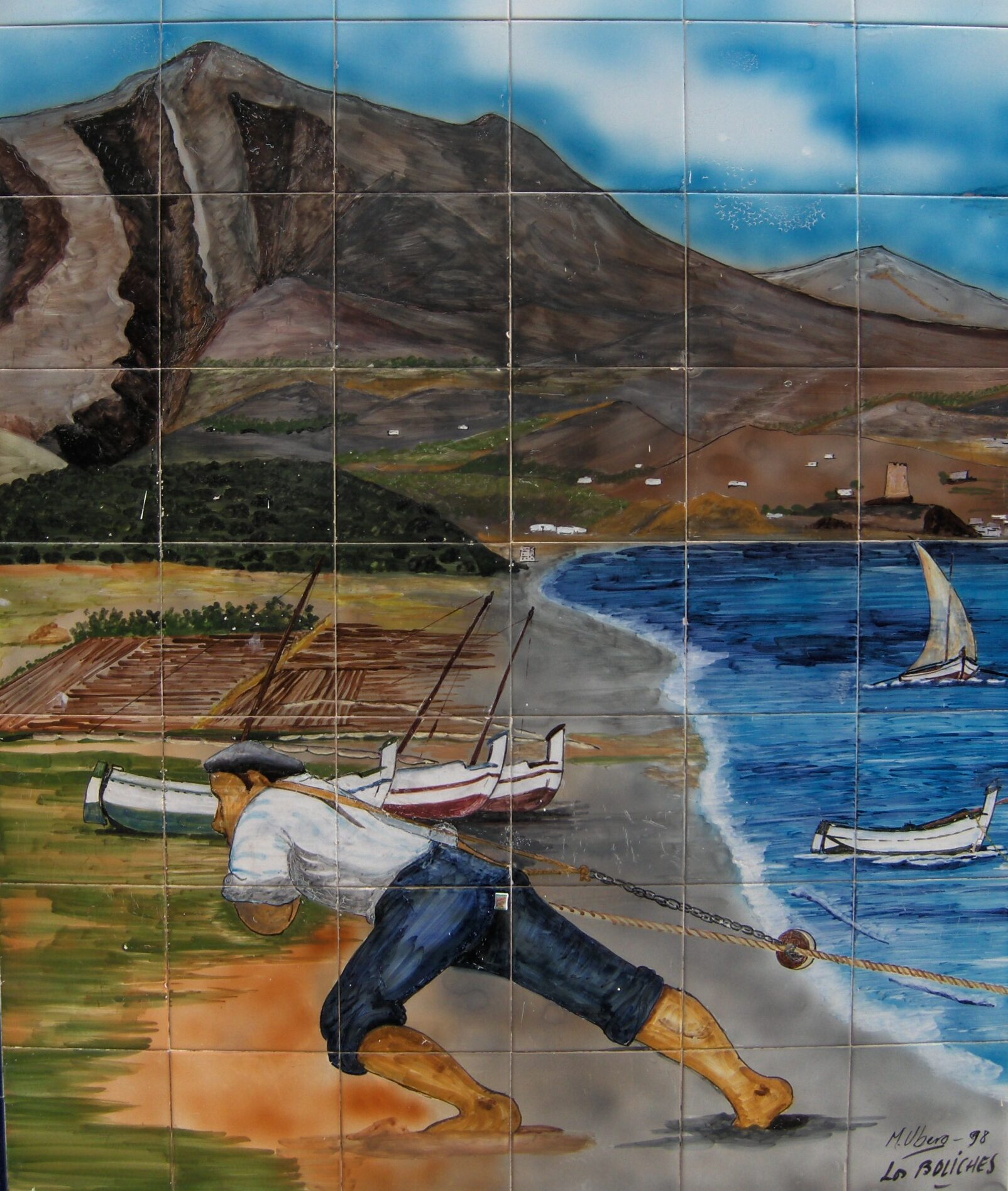
Un azulejo reflejando un pescador en la antigua población de Los Boliches.

Las primeras referencias históricas de las que se tiene noticia datan de 1822, cuando en un padrón se reconocen 25 habitantes al núcleo de Boliche. Hacia los años 1930 las viviendas eran en su mayoría chozas con techos de palma y se agrupaban a lo largo de la antigua carretera.

## Monumentos y lugares de interés
- El Monumento a la Peseta: monumento situado en el Paseo Marítimo de Fuengirola. Fue creado en el 2007 por el artista y escultor local José Gómez Guerreo. Fue el primer monumento creado en toda España dedicado a la antigua moneda desaparecida en 2002 por la implantación del Euro.
- El monumento Romano: Situado junto a la Plaza San Rafael, en el paseo Marítimo.
- Playa Los Boliches: Situada entre la Playa de Las Gaviotas y la de Fuengirola con instalaciones deportivas. Tiene aproximadamente un kilómetro de longitud y una anchura de 40 metros. En su entorno, restaurantes, hoteles y un concurrido paseo marítimo, desde el que se accede a la playa.

## Transporte público
Fuengirola no está formalmente integrada en el Consorcio de Transporte Metropolitano del Área de Málaga, por lo que dentro de su término municipal no se puede adquirir ni recargar el Billete Único, lo que obliga a sus ciudadanos a desplazarse a otras localidades aledañas, como Mijas o Benalmádena para poder adquirirlo. Las siguientes líneas de autobús interurbano tienen paradas en la barriada de Los Boliches:
| Línea | Trayecto                | Recorrido y horarios | Plano |
| ----- | ----------------------- | -------------------- | ----- |
| M-120 | Torremolinos-Fuengirola | Recorrido y horarios | Plano |

El tren queda conectado en la estación Los Boliches mediante la línea C-1 Cercanías Málaga de Renfe: 
| Línea | Trayecto                         | Recorrido y horario  | Plano |
| ----- | -------------------------------- | -------------------- | ----- |
| C-1   | Fuengirola-Málaga Centro Alameda | Recorrido y horarios | Plano |